# Nakfa (waluta)
Nakfa – jednostka monetarna używana w Erytrei, dzieli się na 100 centów.
Waluta ta została wprowadzona w 1997 roku, zastępując etiopskiego birra. W czasie gdy kraj ten był włoską kolonią (od 1885 roku do okresu II wojny światowej), oficjalnie używany był lir włoski.
W obiegu znajdują się banknoty o wartości: 1, 5, 10, 20, 50 i 100 nakf oraz monety: 1, 5, 10, 25 i 50 centów. Monety są wykonane w całości z nierdzewnej stali o indywidualnych żłobieniach dla każdego nominału.
Kod ISO 4217 – ERN.